# 科帕尼 (沃茲德維日夫卡市鎮)
47°41′18″N 36°1′26″E / 47.68833°N 36.02389°E
科帕尼（烏克蘭語：Копані）是位於烏克蘭東南部的村莊，由扎波羅熱州波洛希區的沃茲德維日夫卡市鎮負責管轄。該村始建於1903年，面積0.66平方公里，海拔高度142米，2001年人口159，人口密度每平方公里242人。